# Pueblos indoarios
Los indoarios son un amplio conjunto de pueblos unidos por un tronco común como hablantes de la rama indoaria (índica) de la familia de idiomas indoeuropeos.
Hoy, existen unos 1000 millones de hablantes nativos de idiomas indoarios, la mayoría de ellos nativos del Sur de Asia, aunque en épocas antiguas, ellos se extendían hasta la meseta iraní (Afganistán) y en áreas hacia el oeste hasta lo que hoy es Siria e Irak (Mittani). Su influencia cultural, a partir del primer milenio DC, llegó por el este hasta lo que actualmente es Camboya y Vietnam (reinos de Jemer y Champa) como también Indonesia, donde sobrevive en Bali y en las Filipinas. Las migraciones modernas han dado origen a minorías indoarias en la mayoría de los continentes. los arios eran los pastores de habla indoiraní que emigraron de Asia central al Asia del Sur e introdujeron el idioma protoindoario.

## Lista de pueblos indoarios

### Antiguos
| - Tribus rigvédicas - Angas - Kalingas - Kamboyas - Kasis - Kurus - Licchavis - Gandharis - Gangaridai | - Gupta - Magadhis - Mauria - Nanda - Pala - Satavájanas - Shakia - Vanga (bengalíes) |

### Modernos
| - Asameses - Cachemires - Pueblo bengalí - Bhils - Bijaris - Chhettris o chetris - Chittagonians - Dhivehis - Dogras - Dom - Gitanos (pueblo rom) - Garhwali o garjwali | - Guyaratí - Gurkhas - Hindkis - Hablantes de hindustaní o idioma hindí - Kalasha - Pueblo Kho - Konkani - Kumaoni - Lohanas - Bishnupriya Manipuri o bishnupriya manipuri - Pueblo marathí - Marwaris | - Mers - Nepalíes - Nuristaní - Oriya - Panyabíes - Pashai - Rayastaníes - Romnichals - Seraikis - Sinhaleses - Sindhis - Sinti - Shina |